# الحزب التقدمي الوطني (فنلندا)
الحزب التقدمي الوطني (بالفنلندية: Kansallinen Edistyspuolue )‏ هو حزب سياسي فنلندي، أسس في 8 ديسمبر 1918، وحل في 1951.

## أعضاء بارزون
- كود سباركل
- تحديث القائمة

- ريستو روتي
- كآرلو يوهو ستولبيرغ
- Aimo Cajander
- تويفو ميكايل كيفيماكي
- Juho Vennola
- Kaarlo Castrén
- Johan Wilhelm Rangell
- Sakari Tuomioja
- Oskari Mantere
- رودولف هولستي